# Nelson Agholor
Nelson Efamehule Agholor (* 24. Mai 1993 in Lagos, Nigeria) ist ein US-amerikanischer American-Football-Spieler nigerianischer Herkunft auf der Position des Wide Receivers. Er spielt für die Baltimore Ravens in der National Football League (NFL). Mit den Philadelphia Eagles gewann er den Super Bowl LII, anschließend stand er bei den Las Vegas Raiders und den New England Patriots unter Vertrag.

## Frühe Jahre
Agholor wurde als Sohn nigerianischer Eltern in Lagos geboren. Er zog im Alter von fünf Jahren mit seinen Eltern in die Vereinigten Staaten von Amerika und besuchte die Highschool in Tampa in Florida. An der Highschool spielte er bereits für das Footballteam der Schule.

## College
Agholor besuchte von 2012 bis 2014 die University of Southern California und spielte College Football für die USC Trojans in der Pacific-12 Conference.
Insgesamt kam er in seinen drei Jahren am College auf 2.575 Yards und 20 Touchdowns bei 178 gefangenen Bällen.

## NFL
Agholor wurde im NFL Draft 2015 bereits in der 1. Runde an insgesamt 20. Stelle von den Philadelphia Eagles ausgewählt. Er war ein sehr interessanter und hoch gehandelter Spieler seiner Draftklasse, weil er eine enorme Laufgeschwindigkeit aufzuweisen hatte. In seiner Rookie-Saison und 2016 blieb Agholor allerdings hinter den Erwartungen, die zur frühen Auswahl der Eagles im Draft geführt hatten, weit zurück, weil er große Probleme mit der Fangsicherheit hatte, er als Wide Receiver in der NFL einfach zu viele Bälle fallen ließ und seine Laufrouten nicht gut auslaufen konnte.
In der Saison 2017 jedoch konnte Agholor seine Kritiker eines Besseren belehren, er spielte in dieser Spielzeit in der allgemein gut funktionierenden Offensive der Eagles auf und zeigte eine sehr solide Saisonleistung. Er erreichte mit den Eagles die Play-offs und in deren Verlauf den Super Bowl LII, den die Eagles gegen die New England Patriots mit 41:33 gewinnen konnten.
Nach zwei Saisons mit über 60 gefangenen Pässen ging Agholors Produktion in der Saison 2019 zurück, als er verletzungsbedingt fünf Spiele verpasste. Zur Saison 2020 unterzeichnete er einen Einjahresvertrag bei den Las Vegas Raiders. In Las Vegas stellte er 2020 mit 896 Yards Raumgewinn und 18,7 Yards pro Catch neue persönliche Rekorde auf, außerdem egalisierte er mit acht Touchdowns seinen Bestwert aus der Saison 2017. Im März 2021 unterschrieb Agholor einen Zweijahresvertrag über 26 Millionen Dollar bei den New England Patriots.
Im März 2023 unterschrieb Agholor einen Einjahresvertrag bei den Baltimore Ravens. Er fing 35 Pässe für 381 Yards und vier Touchdowns. Im Februar 2024 verlängerte Agholor seinen Vertrag in Baltimore um ein Jahr.

### Receiving-Statistik
| 2015                              | PHI    | 13  | 12  | 23  | 283  | 12,3 | 53T | 1  | 1 | 1 |
| 2016                              | PHI    | 15  | 14  | 36  | 365  | 10,1 | 40T | 2  | 1 | 0 |
| 2017                              | PHI    | 16  | 10  | 62  | 768  | 12,4 | 72T | 8  | 0 | 0 |
| 2018                              | PHI    | 16  | 16  | 64  | 736  | 11,5 | 83T | 4  | 1 | 0 |
| 2019                              | PHI    | 11  | 10  | 39  | 363  | 9,3  | 43  | 3  | 2 | 1 |
| 2020                              | LV     | 16  | 13  | 48  | 896  | 18,7 | 85  | 8  | 0 | 0 |
| 2021                              | NE     | 15  | 13  | 37  | 473  | 12,8 | 44  | 3  | 0 | 0 |
| 2022                              | NE     | 16  | 7   | 31  | 362  | 11,7 | 44  | 2  | 2 | 2 |
| 2023                              | BAL    | 17  | 3   | 35  | 381  | 10,9 | 37  | 4  | 1 | 0 |
| 2024                              | BAL    | 14  | 7   | 14  | 231  | 16,5 | 56  | 2  | 0 | 0 |
| Gesamt                            | Gesamt | 149 | 105 | 389 | 4858 | 12,5 | 85  | 37 | 8 | 4 |
| Quelle: profootball-reference.com |        |     |     |     |      |      |     |    |   |   |